# Pfarrkirche Lasberg

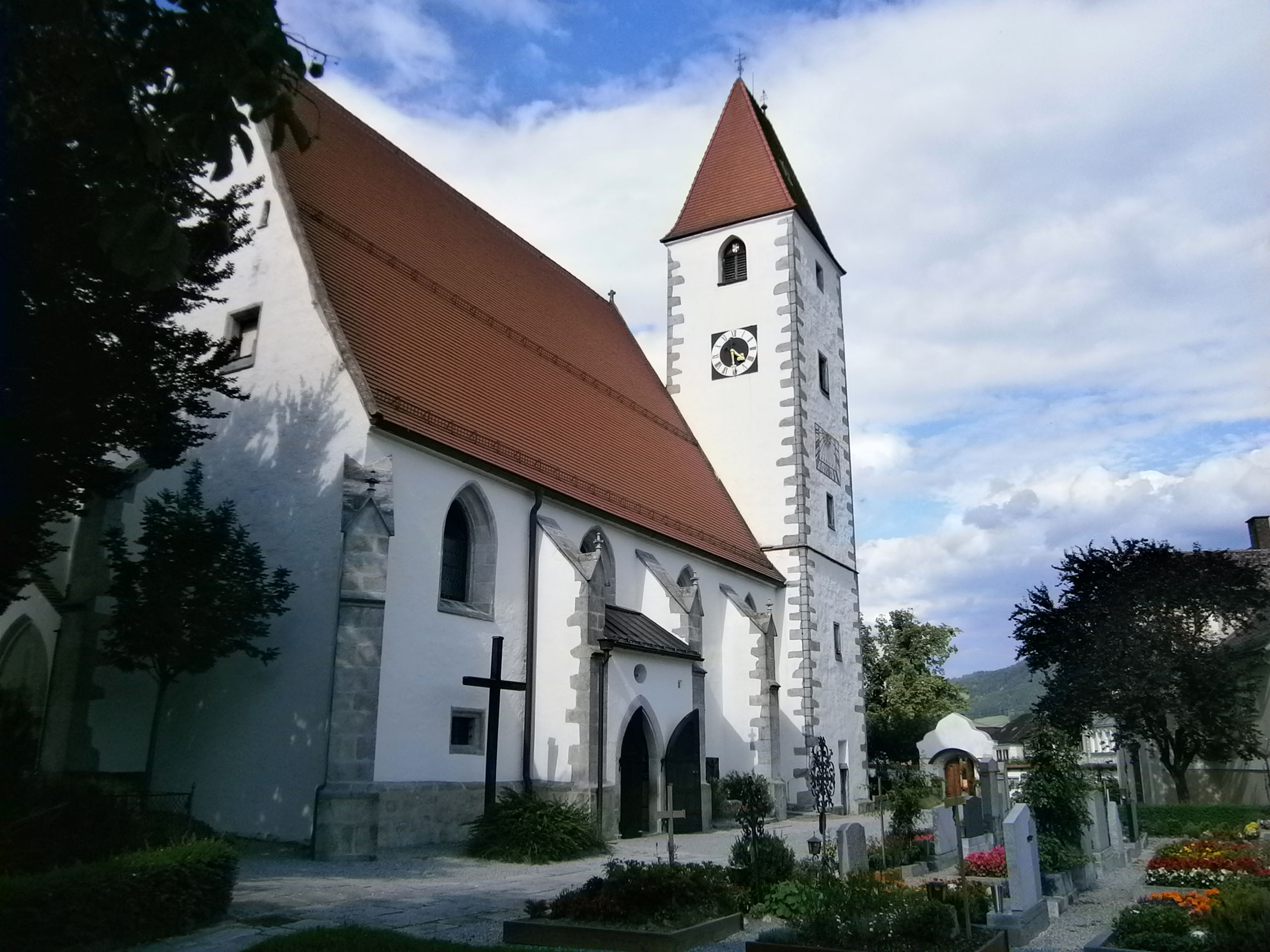
Katholische Pfarrkirche hl. Vitus in Lasberg

Die Pfarrkirche Lasberg steht umgeben von einem Friedhof im westlichen Teil des Marktplatzes in der Marktgemeinde Lasberg im Bezirk Freistadt in Oberösterreich. Die auf den Heiligen Vitus geweihte römisch-katholische Pfarrkirche – dem Stift Sankt Florian inkorporiert – gehört zum Dekanat Freistadt in der Diözese Linz. Die Kirche steht unter Denkmalschutz (Listeneintrag).

## Geschichte
Urkundlich wurde 1125 die Eigenkirche von Adalbero von Griesbach an das Stift Sankt Florian übertragen. In der Folge wohl Pfarre, urkundlich wurde 1222 ein Pfarrer genannt. 1128 wurde die Kirche mit Bischof Reginmar von Passau geweiht. 1148 erfolgte die nächste Kirchweihe. Anfangs dem hl. Andreas geweiht, wurde urkundlich 1435 das Patrozinium hl. Vitus genannt. 1480 bestand ein Vogtrecht bei Christoph von Zelking. Seit 1655 wurde die Pfarre vom Stift Sankt Florian mit Pfarrern besetzt. 1626 entstanden teils Zerstörungen im Kircheninneren durch protestantische Bauern. Die Kirche erlitt 1618, 1628 und 1696 Brände.

## Architektur
Der bedeutende mittelalterliche Kirchenbau zeigt sich in pittoresker Erscheinung bedingt durch die verschiedenen Bauformen und Dachformen. Das zweischiffige vierjochige spätgotische Langhaus ist im Kern der Außenwände romanisch.